# Warina Hussain

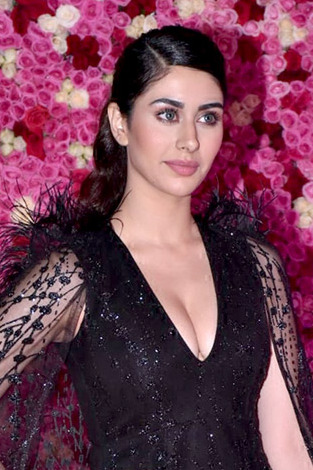
Warina Hussain, 2018

Warina Hussain (paschtunisch ورینه حسین, persisch وارینا حسین; * 23. Februar 1999 in Kabul) ist eine afghanische Schauspielerin.

## Leben und Karriere
Hussain wurde am 23. Februar 1999 in Kabul geboren. Zuerst wuchs sie in den Vereinigten Staaten und später in Indien auf. Sie studierte an der New York Film Academy.
Ihr Debüt gab sie 2018 in dem Film Loveyatri – Wenn die Liebe übernimmt. Anschließend trat sie 2019 in 99 Songs auf. Im selben Jahr wurde Hussain für den Film Dabbang 3 gecastet. Außerdem spielte sie 2021 in The Incomplete Man mit. Unter anderem bekam sie eine Rolle in Bimbisara. 2023 setzte Hussain ihre Karriere in Yaariyan 2 fort.

## Filmografie
- 2018: Loveyatri – Wenn die Liebe übernimmt
- 2019: 99 Songs
- 2019: Dabangg 3
- 2021: The Incomplete Man
- 2022: Bimbisara
- 2022: GodFather
- 2023: Yaariyan 2